# Pacy-sur-Eure
Pacy-sur-Eure je naselje in občina v severozahodnem francoskem departmaju Eure regije Zgornje Normandije. Leta 2007 je naselje imelo 4.885 prebivalcev.

## Geografija
Kraj leži v pokrajini Normandiji ob reki Eure, 18 km vzhodno od Évreuxa.

## Uprava
Pacy-sur-Eure je sedež istoimenskega kantona, v katerega so poleg njegove vključene še občine Aigleville, Boisset-les-Prévanches, Boncourt, Breuilpont, Bueil, Caillouet-Orgeville, Chaignes, Cierrey, Le Cormier, Croisy-sur-Eure, Fains, Gadencourt, Hardencourt-Cocherel, Hécourt, Ménilles, Merey, Neuilly, Le Plessis-Hébert, Saint-Aquilin-de-Pacy, Vaux-sur-Eure, Villegats in Villiers-en-Désœuvre s 15.180 prebivalci.
Kanton Pacy-sur-Eure je sestavni del okrožja Évreux.

## Zanimivosti
- cerkev sv. Albina, škofa Angersa, iz sredine 11. stoletja;